# El larguero
El larguero és un programa esportiu radiofònic espanyol, dedicat en la seva majoria al futbol, que s'emet a la Cadena SER tots els dies, a partir de la mitjanit. El seu director i presentador principal és Manu Carreño. El programa és presentat els divendres i dissabtes per Yago de Vega.
El programa va començar les seves emissions el 1989 enfocat a un públic jove, i des de 1995 és el líder d'audiència a la seva franja horària.

## Història
El 1989 el periodista Alfredo Relaño, en aquells dies director d'esports de la Cadena SER, va encarregar a José Ramón de la Morena i a l'exfutbolista Michael Robinson la creació d'un programa de ràdio esportiu en la mitjanit, que pogués competir enfront del llavors líder d'aquesta franja horària, José María García i Supergarcía d'Antena 3 Radio (i més tard, la Cadena COPE). L'espai va començar les seves emissions el 4 de setembre de 1989 com a La ventana del deporte, encara que aviat va passar a la seva denominació actual i Michael Robinson abandonaria el projecte per encarregar-se d'El día después, de Canal+.
L'espai es va caracteritzar en els seus primers anys per un tractament informal de l'actualitat futbolística i esportiva, amb un llenguatge col·loquial i la participació dels oients. A més va aconseguir diverses exclusives com una confessió del llavors futbolista del Reial Madrid, Luis Milla, on va assegurar que un futbolista del seu antic equip, el FC Barcelona, li va oferir 40 milions de pessetes si el seu equip es deixava vèncer davant el CD Tenerife en l'última jornada de Primera Divisió que decidia el títol.
El 1994 El larguero va aconseguir superar per primera vegada el milió d'oients en l'Estudi General de Mitjans (EGM), i en la primera onada de 1995 De la Morena va aconseguir desbancar José María García d'un lideratge que tenia des de 1973. La distància va anar ampliant-se, fins a arribar a un topall d'1.600.000 persones el 1997.
El 3 de desembre de 2010 es van donar a conèixer les dades de la tercera onada de l'Estudi General de Mitjans donant a El larguero la seva pitjor dada històrica d'audiència (1.035.000 oients), perdent 328.000 oients en una sola onada en detriment del nou projecte de la COPE, El partido de las 12, programa presentat per Juan Antonio Alcalá i Joseba Larrañaga. Tots dos han estat, en diferents èpoques, presentadors d'El larguero. Tot i això, en el següent EGM va guanyar cent mil oients, i El partido de las 12 va perdre mil oients.

## Continguts
El programa està dedicat a l'esport, però la majoria del temps l'ocupa el futbol i tot el relacionat amb la Primera Divisió i la selecció de futbol d'Espanya. Els continguts que es tracten són resultats i una anàlisi amb el conegut com "sanedrí". El sanedrí de Madrid està format per Alfredo Relaño (director del diari As); el de Barcelona el formen Jordi Martí, Andrés Astruells i Marcos Lopez Valera; i el de València el componen Pedro Morata (director d'esports de Radio Valencia) i Cayetano Ros (redactor d'esports del diari El País a aquesta ciutat).
A més, existeixen altres seccions com notícies, entrevistes, rumors, anàlisis d'altres esports, anàlisis de l'actualitat futbolística per Santiago Cañizares, un debat cada dijous i l'espai "Tiempo de Aventura", que està enfocat a esports d'aventura i el presenta Sebastián Álvaro, director del programa Al filo de lo imposible. Al seu costat, l'espai també compta amb la participació dels oients. Els dimarts és el dia de la consulta dels metges amb els doctors Escribano i González.

## Repercussió
El larguero ha guanyat diversos premis al llarg de la seva història, entre els quals el més destacat ha estat el Premi Ondas de 1995 en la categoria de ràdio. S'han publicat tres llibres sobre el programa editats per Aguilar: Los silencios de El Larguero (1995), Aquí unos amigos (1998) i Diario 2000 de El Larguero (2000).
L'any 2008 la revista va obtenir el Premi males pràctiques en comunicació no sexista que atorga l'Associació de Dones Periodistes de Catalunya.
A més, José Ramón de la Morena en el seu llibre Los silencios del Larguero (2010) comenta els esdeveniments esportius dels últims mesos i rememora els episodis que considera més rellevants de la seva vida professional i personal. Compta amb la col·laboració i l'opinió d'Iker Casillas, Florentino Pérez i Vicente del Bosque, a part de l'aportació d'Andrés Iniesta amb l'elaboració de l'epíleg del llibre.
Existeix, també, una fundació amb el mateix nom del programa creada per José Ramón de la Morena i que s'encarrega d'organitzar diferents campionats de futbol 7 entre joves futbolistes.